# Премія імені Л. А. Спендіарова
Премія Спендіарова (фр. Prix de Léonide Spendiarow — Премія імені Л. А. Спендіарова, вручається від 1900 року) — міжнародна геологічна премія молодим ученим. Заснована 1897 року на 7 сесії Міжнародного геологічного конгресу в Санкт-Петербурзі, «за кращий твір у галузі геології з питань, запропонованих Конгресом на попередній сесії».
Премія названа на честь молодого російського геолога Леоніда Афанасійовича Спендіарова. Видавалася протягом 1900—1913 роках і від 1929 року.

## Історія

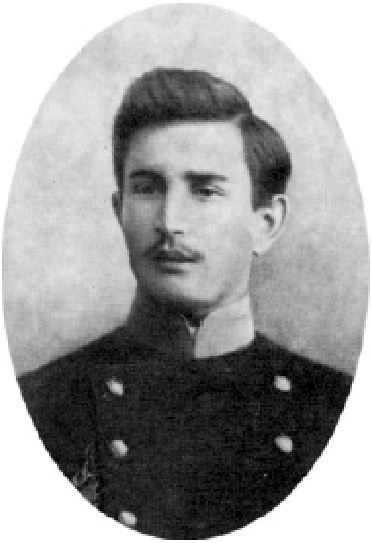
Леонід Спендіаров

17 (29) вересня 1897 року зразу після відкриття 7-ї сесії Міжнародного геологічного конгресу (МГК), що проходив у Санкт-Петербургу, раптово помер молодий багатонадійний російський геолог — Леонід Афанасійович Спендіаров (1869—1897).

Для увічнення його пам'яті прийнято рішення заснувати премію його імені. Родичі Л. А. Спендіарова внесли в банк Санкт-Петербурга необхідні для цієї мети кошти. Премія спочатку становила 500 рублів.Міжнародний геологічний конгрес розробив положення про премію:
Капітал в сумі 4000 рублів, внесений рідними вченого на вічний внесок за № 33318 вважається недоторканним. Премія видається з відсотків цього капіталу за три роки і присуджується Міжнародним геологічним конгресом на черговій сесії вченим, незалежно від національності, за найкращий твір у галузі геології з питань, запропонованих Конгресом на попередній сесії. В разі якщо премія не буде видана, вона залишається на збільшення основного капіталу.
1897 року організовано міжнародну комісію, що має на меті преміювання молодих учених за видатні праці з геології (комісія імені Л. Спендіарова).
Премія виплачувалася від 1900 року. Протягом 1917—1926 років капітал премії був заарештований більшовиками, потім відновлений за участі Геологічного комітету Росії. Значну роль у цьому зіграв Д. І. Мушкетов, який 1926 року підтвердив правонаступництво СРСР щодо вручення премії імені Л. А. Спендіарова.
1926 року було вжито заходи до реорганізації міжнародних комісій, зокрема, відновлення комісії премії імені Л. Спендіарова.
Премію призначала міжнародна «Комісія з премії Спендіарова» (англ. Commission for the Spendiarov Prize), вручав Генеральним секретар з премії. Пізніше комісія стала російською (радянською), а премію вручав керівник російської (радянської) делегації на конгресі. Після цього премію, переважно, вручали вченим з країни, яка приймала конгрес.
«Премія Спендіарова» у різних документах конгресів також називалася:
- Міжнародна геологічна премія Л. А. Спендіарова (англ. The L.A. Spendiarov International Geological Prize).
- Премія Л. А. Спендіарова АН СРСР (англ. L. A. Spendiarov Prize by the USSR Academy of Sciences).
- Премія Л. А. Спендіарова РАН (англ. L. A. Spendiarov Prize by the Russian Academy of Sciences).

2008 року була в списку премій РАН: Міжнародна геологічна премія імені Л. А. Спендіарова за найкращі наукові роботи в галузі геології російським і іноземним вченим, ВНЗ РАН.

## Умови присудження премії
Регламент, прийнятий на сесії 8-й МГК, 13 серпня 1900 року:
1. Присудження премії Конгресом ґрунтується на висновку журі, обираного за пропозицією Ради на кожній сесії. Кількість членів журі визначає кожного разу Конгрес.
2. Праці, що подаються на конкурс, мають бути надіслані генеральному секретарю попереднього Конгресу не менш як у 2-х примірниках. Термін надсилання — не пізніше, ніж за рік до початку наступної сесії.
3. Під час присудження премії право першості мають праці, що стосуються тем конгресу.
4. Якщо праці цієї категорії не будуть визнані гідними премії, Конгрес може, за пропозицією журі, вибрати з праць, опублікованих протягом останніх 5-ти років ті, які мають найбільшу цінність.

## Лауреати премії
Премію Спендіарова на різних сесіях Міжнародних геологічних конгресів (МГК) отримали:
1) 1900 (8 МГК,  Париж) — Карпінський Олександр Петрович, за геологічні та палеонтологічні роботи (відмовився від грошей) → замість нього вручена — П. Шаффа, за роботи зі стратиграфії та геології Португалії.
2) 1903 (МГК 9,  Відень) — Вольдемар Крістофер Бреггер, за петрографічні роботи.
3) 1906 (10 МГК,  Мехіко) — Чернишов Феодосій Миколайович, за роботу «Верхньокам'яновугільні брахіоподи Уралу і Тіману»
4) 1910 (11 МГК,  Стокгольм) — Джон Месон Кларк за його працю про девонські відклади Америки: «Early devonic history of New-York and eastern North America».
5) 1913 (12 МГК,  Торонто) — Еміль Арган за його праці з геології Альп: «Les nappes de recouvrement des Alpes occidentales».
—) 1922 (13 МГК,  Брюссель) — премію не присуджено.
—) 1926 (14 МГК,  Мадрид) — премію не присуджено, в засіданні 31 травня 1926 року було пояснено, що Радянський уряд капітал премії імені Л. Спендіарова залишає в розпорядженні Міжнародних Конгресів.
6) 1929 (15 МГК,  Преторія) — Л. Т. Нель (L. T. Nel), геологічна служба Південно-Африканського Союзу.
7) 1933 (16 МГК,  Вашингтон) — Томас Бреннан Нолан — американський геолог.
8) 1937 (17 МГК,  Москва) — Батурин Володимир Петрович за праці з петрографії осадових порід
9) 1948 (18 МГК,  Лондон) — Лоуренс Вейджер, за роботи про Гімалаї і Гренландію.
10) 1952 (19 МГК,  Алжир) — А. Терм'є за геологічні дослідження в Північній Африці.
11) 1956 (20 МГК,  Мехіко) — Мануель Альварес-молодший (Manuel Alvarez Jr.) (член Geological Resources, National Institute of Scientific Research), за дослідження в Мексиці.
12) 1960 (21 МГК, Скандинавські країни) — С. Торарінсон за праці з геології і вулканології Ісландії.
14) 1964 (22 МГК,  Нью-Делі) — Рой С. Д. К. за тектонічну карту Індії.
—) 1968 (23 МГК,  Прага) — не вручено, оскільки конгрес було зірвано (див. Вторгнення військ Варшавського договору до Чехословаччини).
15) 1972 (24 МГК,  Монреаль) — Г'ю Вінн-Едвардс, канадський геолог.
16) 1976 (25 МГК,  Сідней) — Норман Фішер (Norman H. Fisher) — австралійський геолог.
17) 1980 (26 МГК,  Париж) — Рене Бланше, французький геолог
18) 1984 (27 МГК,  Москва) — Богданов Микита Олексійович, за успішне проведення міжнародних досліджень за проєктом «Офіоліти та океанічна кора геологічного минулого», вивчення розвитку палеозою складчастого обрамлення Тихого океану і геології його глибоководних жолобів і окраїнних морів, і велику роботу з підготовки 27-й сесії Міжнародного геологічного конгресу.
19) 1989 (28 МГК,  Вашингтон) — Сюзен Кіффер, геологиня зі США, єдина жінка, яка отримала цю премію.
20) 1992 (29 МГК,  Кіото) — Akiho Miyashiro з Японії.
21) 1996 (30 МГК,  Пекін) — Liu Baojun, китайський літолог.
22) 2000 (31 МГК,  Ріо-де-Жанейро) — Marcio Martines Pimentel, бразильський геолог.
23) 2004 (32 МГК  Флоренція) — Carlo Doglioni, італійський геолог.
—) 2008 (33 МГК,  Осло) — премія значилася у ВНЗ РАН, але не вручалася. Президія РАН не виділла коштів.
—) 2012 (34 МГК,  Брисбен) — не присуджено
—) 2016 (35 МГК,  Кейптаун) — не присуджено
24) 2020 (36 МГК,  Нью-Делі) — триває обговорення щодо вручення премії
?) 2024 (37 МГК, , Пусан) — планований захід.